# Садин, Владимир Степанович
Владимир Степанович Садин (19 марта 1924, Чирково, Лунинский район, Пензенская область, Россия — 23 февраля 2010, Слуцк) — белорусский художник. Отличник народного образования (1985), Заслуженный работник культуры БССР (1985), член Белорусского союза художников (1964), почетный гражданин Слуцкого района (2006).

## Биография
Родился в России. После окончания средней школы (1940) обучался в фабрично-заводской школе, получил специальность слесаря по ремонту автомобилей. Работал в Ташкенте.
В 1942 году призван в армию. Служил в артиллерийских частях. Участник боевых действий на Курской дуге, в Украине, Белоруссии и Восточной Пруссии.
С 1945 года до самой смерти жил Слуцке, занимался творчеством и художественной педагогической деятельностью в студии при местном Доме культуры.
Окончил заочное отделение рисования и живописи Всесоюзного Дома народного творчества в Москве (1953). Преподавателями его были Р. Закин, А. Зеделер. Также на творческую манеру художника оказали влияние В. А. Фаворский, Ю. М. Непринцев, Н. Н. Жуков.
Владимир Садин вырастил целую плеяду художников, в том числе братьев Владимира и Михаила Басалыг, Георгия Скрипниченко, Владимира Голуба, Владимира Цеслера, Владимира Акулова, Владимира Суздальцева, Игоря Титковского, Александра Рубца и других.
Умер 23 февраля 2010 года. Похоронен в деревне Кальчицы Слуцкого района.

## Творчество
Автор графических (в технике линогравюры) и живописных произведений. Создал более тысячи работ. Многие из них сейчас находятся в музеях Беларуси, США, Вьетнама, России, Казахстана, Японии, Германии, Англии, Ирландии и других стран.
Занимался книжной графикой. Им созданы экслибрисы для слуцкого учителя и краеведа Григория Родченко, Слуцкой городской детской библиотеки, а также для литературного критика Григория Шкраба, гимнастки Нелли Ким, космонавта Владимира Ковалёнка, коллекционера и руководителя Международного клуба экслибрисистов профессора Петера Майера и ряд других.

## Награды
Награждён орденом Отечественной войны II степени, медалями «За отвагу», «За взятие Кенигсберга» и другими.

## Память
Имя Владимира Садина носит художественная галерея в Слуцке, которая является филиалом Слуцкого краеведческого музея.